# Alex Cisar
Alex Cisar (* 5. April 2000 in Kranj) ist ein slowenischer Biathlet. Sein bisher größter Erfolg ist der Gewinn zweier Goldmedaillen bei den Biathlon-Juniorenweltmeisterschaften 2019.

## Karriere
Cisar gab sein internationales Debüt im Alter von 15 Jahren im Rahmen des IBU-Junior-Cup 2015/16, wo er den 69. Rang im Sprint erreichte. Bei den Biathlon-Juniorenweltmeisterschaften 2016 wurde der Slowene 35. im Einzel, 14. im Sprint, 13. in der Verfolgung und 12. mit der Staffel.
Auch in der Saison 2016/17 trat Cisar im IBU-Junior-Cup an und erreichte dort meist Plätze in den Top 25. Bei den Biathlon-Juniorenweltmeisterschaften 2017 wurde er 9., 15. und 21. in den Individualwettbewerben und 11. mit der Staffel.
Im IBU-Junior-Cup 2017/18 zeigte Alex Cisar sehr gute Leistungen, so lief er in den ersten sechs Rennen vier Mal in die Top 10, darunter auch zweimal in die Podestränge. Zwar konnte er bei den Biathlon-Juniorenweltmeisterschaften 2018 keine Medaille gewinnen, er bestätigte aber seine guten Platzierungen aus dem IBU-Junior-Cup, indem er 4., 5. und 11. in den Einzelrennen wurde. Bei den Junioren-Sommerbiathlon-Weltmeisterschaften 2018 konnte er außerdem eine Bronzemedaille gewinnen.
Schon zu Beginn des IBU-Junior-Cups 2018/19 zeigte sich, dass Cisar seine Leistungen aus dem Vorjahr weitestgehend wiederholen könne, unter anderem feierte er seinen ersten Sieg in einem solchen Wettbewerb. Er lief 2018/19 erstmals auch im IBU-Cup der Senioren. Bei den Biathlon-Juniorenweltmeisterschaften 2019 konnte Alex Cisar schließlich seinen bis dorthin größten Erfolg feiern, nachdem er im Einzel Achter wurde, konnte er mit der Staffel die Silbermedaille erreichen und gewann jeweils die Goldmedaille in Sprint und Verfolgung. Eine weitere Medaille, diesmal die bronzene, ergatterte der Slowene im Einzel der Biathlon-Junioren-Europameisterschaften 2019.
In der Saison 2019/20 schließlich durfte Cisar angesichts seiner herausragenden Leistungen im vorherigen Winter erstmals im Weltcup starten. Nachdem er dort allerdings nur 22. in der Mixed-Staffel und 92. im Einzel wurde, wurde er im Rest der Saison erneut hauptsächlich im IBU-Junior-Cup und IBU-Cup eingesetzt. Die Biathlon-Juniorenweltmeisterschaften 2020 beendete Cisar mit einer Bronzemedaille, die er in der Verfolgung gewann. In den restlichen Wettbewerben verpasste er die Top 10. Bei den Biathlon-Junioren-Europameisterschaften 2020 dagegen war er mit einer Gold- und einer Silbermedaille sehr erfolgreich. Außerdem wurde er auch bei den Biathlon-Weltmeisterschaften 2020 in der Single-Mixed-Staffel eingesetzt, die 19. wurde.
Seit der Saison 2020/21 startet Alex Cisar regelmäßig im Weltcup. Erstmals Weltcuppunkte sammelte er im Januar 2021 bei einem Einzelrennen in Antholz. Er nahm außerdem an den Biathlon-Weltmeisterschaften 2021 teil, die auf der Pokljuka in seinem Heimatland Slowenien stattfanden. Im Einzel belegte er den 48. Rang und wurde für die Herrenstaffel als Schlussläufer eingesetzt, die 8. wurde. Bei den Biathlon-Juniorenweltmeisterschaften 2021 konnte Cisar die Silbermedaille im Einzel gewinnen, die restlichen Wettbewerbe beendete er auf den Plätzen 4, 7 und 22.

## Persönliches
Cisar wohnt in seinem Geburtsort Kranj. Er kocht gerne und bereitet die meisten seiner Mahlzeiten selbst zu. Außerdem spielt der Slowene Gitarre, fotografiert in seiner Freizeit und fliegt gerne Sportflugzeuge.

## Statistik

### Biathlon-Weltcup-Platzierungen
Die Tabelle zeigt alle Platzierungen (je nach Austragungsjahr einschließlich Olympische Spiele und Weltmeisterschaften).
- 1.–3. Platz: Anzahl der Podiumsplatzierungen
- Top 10: Anzahl der Platzierungen unter den ersten zehn (einschließlich Podium)
- Punkteränge: Anzahl der Platzierungen innerhalb der Punkteränge (einschließlich Podium und Top 10)
- Starts: Anzahl gelaufener Rennen in der jeweiligen Disziplin
- Staffel: inklusive Mixed- und Single-Mixed-Staffeln

| Platzierung                    | Einzel | Sprint | Verfolgung | Massenstart | Staffel | Gesamt |
| ------------------------------ | ------ | ------ | ---------- | ----------- | ------- | ------ |
| 1. Platz                       |        |        |            |             |         |        |
| 2. Platz                       |        |        |            |             |         |        |
| 3. Platz                       |        |        |            |             |         |        |
| Top 10                         |        |        |            |             | 6       | 6      |
| Punkteränge                    | 2      | 2      | 4          |             | 11      | 19     |
| Starts                         | 6      | 12     | 5          |             | 11      | 34     |
| Stand: nach der Saison 2022/23 |        |        |            |             |         |        |

### Weltmeisterschaften
Ergebnisse bei Weltmeisterschaften:
|                                                    | Einzelwettbewerbe | Einzelwettbewerbe | Einzelwettbewerbe | Einzelwettbewerbe | Staffelwettbewerbe | Staffelwettbewerbe | Staffelwettbewerbe |
| Weltmeisterschaft                                  | Sprint            | Verfolgung        | Einzel            | Massenstart       | Herrenstaffel      | Mixed-Staffel      | S.-M.-Staffel      |
| -------------------------------------------------- | ----------------- | ----------------- | ----------------- | ----------------- | ------------------ | ------------------ | ------------------ |
| Biathlon-Weltmeisterschaften 2021 auf der Pokljuka | –                 | –                 | 48.               | –                 | 8.                 | –                  | –                  |